# مونریال
مونریال (به آلمانی: Monreal) یک شهر در آلمان است که در ماین-کبلنتس واقع شده‌است. مونریال ۸۷۲ نفر جمعیت دارد.